# Kosciusko (Mississippi)
Kosciusko település az Amerikai Egyesült Államok Mississippi államában, Attala megyében, melynek megyeszékhelye is. Lakosainak száma 7114 fő (2020. április 1.).

## Népesség
A település népességének változása:

| 2010 | 7 402 |
| 2020 | 7 114 |